# Knoxville (Iowa)
Knoxville település az Amerikai Egyesült Államok Iowa államában, Marion megyében, melynek megyeszékhelye is. Lakosainak száma 7595 fő (2020. április 1.).

## Népesség
A település népességének változása:

| 2010 | 7 313 |
| 2020 | 7 595 |